# ریو هایابوسا
ریو هایابوسا (به ژاپنی: リュウ・ハヤブサ / 隼龍 Hayabusa Ryū) یک شخصیت خیالی و قهرمان اصلی در مجموعه بازی‌های ویدئویی نینجا گایدن و همچنین یکی از شخصیت‌های قابل انتخاب در سری بازی مبارزه‌ای مرده یا زنده، از استودیوی تیم نینجا و شرکت تکمو می‌باشد که به عنوان قهرمان اصلی در نسخهٔ مرده یا زنده ۲ ظاهر شده‌است. او همچنین با نام‌های سوپر نینجا، دراگون نینجا و آلتیمیت نینجا نیز شناخته می‌شود. ریو رهبر قبیلهٔ هایابوسا و دارای شمشیری افسانه‌ای ساخته شده از دندان‌های نیش اژدها، به نام شمشیر اژدها است.